# Приспивна песен (филм, 1959)
„Приспивна песен“ (на руски: Колыбельная) е съветски филм от 1959 година, заснет от Молдова- филм. Той е първият филм на режисьора Михаил Кулик.

## В ролите
- Николай Тимофеев като Лосев
- Виктория Лепко като Аурика
- Лидия Пигуренко като Аурика като малко момиче
- Любов Румянцева като Аурика, дъщерята на архиваря
- Екатерина Савинова като Олга
- Юрий Соловьов като сержант Михеев
- Ада Войцик като Екатерина Борисовна
- Татяна Гурецкая като Зинаида Василиевна
- Йосиф Колин като стария аптекар с шапчицата
- Михаил Трояновский като архиваря
- Евгений Тетерин като Михаил Яковлевич
- Лев Круглий като Льовка
- Светлана Светличная като Ната
- Владимир Заманский като Андрей Петряну
- Елена Измайлова като сътрудничката в отдела за разследване